# تيلوريد الغاليوم الثلاثي
 تيلوريد الغاليوم الثلاثي  تلوريد له الصيغة Ga2Te3 ، ويكون على شكل كتل سوداء هشة.